# Marvel Super Heroes vs. Street Fighter
Marvel Super Heroes vs. Street Fighter (яп. マーヴルスーパーヒーローズバーサスストリートファイター Māvuru Sūpā Hīrōzu bāsasu Sutorīto Faitā) — компьютерная игра-кроссовер в жанре файтинга, разработанная и изданная компанией Capcom. Является сиквелом игры X-Men vs. Street Fighter (1996) и второй частью игровой серии Marvel vs. Capcom. В Marvel Super Heroes vs. Street Fighter вернулись игровой процесс и стилистика X-Men vs. Street Fighter: игрок выбирает двух персонажей для участия в командном бою один на один с командой противника. Большинство актёров озвучивания Людей Икс из предыдущей игры не вернулись к работе над сиквелом. В игре появилась новая игровая механика Variable Assist, которая в дальнейшем использовалась в последующих проектах серии Marvel vs. Capcom. В 1997 году игра вышла на аркадных автоматах. Год спустя была портирована на Sega Saturn, а в 1999 году — на PlayStation.
Как и предыдущая часть, игра получила преимущественно положительные отзывы: критики хвалили игровой процесс, анимации спрайтов и игровых персонажей. Версия для Sega Saturn, в которой используется картридж RAM, содержащий 4 МБ оперативной памяти, получила признание как идеальный аркадный порт. Игровые рецензенты критиковали отсутствие командных боёв в версии для PlayStation: они были вырезаны из-за ограниченной памяти консоли. В 1998 году вышло продолжение игры под названием Marvel vs. Capcom: Clash of Super Heroes.

## Игровой процесс

Блэкхарт призывает Шума-Гората, который атакует Чунь Ли. Marvel Super Heroes vs. Street Fighter стала первой игрой серии Marvel vs. Capcom с механикой Variable Assist

Marvel Super Heroes vs. Street Fighter — вторая часть игровой серии двухмерных файтингов Marvel vs. Capcom. Как и в X-Men vs. Street Fighter игрок формирует команду из двух бойцов в поединке один на один против игровых персонажей, которыми управляет искусственный интеллект или другой игрок. У каждого из героев есть собственные очки здоровья. Во время поединка игрок управляет первым из выбранных бойцов, а второй остаётся за кадром в качестве персонажа-поддержки. С помощью определённых комбинаций кнопок на джойстике игрок использует различные приёмы, истощающие шкалу здоровья персонажей соперника. Побеждает игрок, который первым истощит очки здоровья своего оппонента. В случае истечения времени на таймере победа достаётся игроку с наибольшим количеством оставшегося здоровья.
Одним из ключевых нововведений игрового процесса Marvel Super Heroes vs. Street Fighter является механика Variable Assist: игрок призывает на поле боя персонажа-поддержки для применения специальной атаки, при этом не меняя основного игрового персонажа. Эта механика использовалась во всех последующих проектах серии Marvel vs. Capcom.

### Режимы
В версиях для аркадных автоматов, Sega Saturn и PlayStation есть два режима — Arcade и Versus. В режиме Arcade игрок сражается с несколькими управляемыми искусственным интеллектом командами, после чего, на заключительном этапе, противостоит боссу в лице мутанта Апокалипсиса. После победы над Апокалипсисом игрок должен победить финального босса — Кибер-Акуму. В версии для PlayStation есть три дополнительных режима — Training, Hero Battle и Cross Over. Hero Battle представляет собой режим на выносливость: игрок противостоит персонажам, которых не выбрал в свою команду. В режиме Cross Over искусственный интеллект меняет одного из игровых персонажей обеих команд в случае победы игрока. В порте для PlayStation также есть внутриигровая галерея с различными иллюстрациями, которые игрок открывает по мере прохождения.

### Игровые персонажи
В Marvel Super Heroes vs. Street Fighte представлены 17 персонажей: 9 бойцов вселенной Street Fighter и 8 героев вселенной Marvel. Все Люди Икс из X-Men vs. Street Fighter за исключением Циклопа и Росомахи заменены на других персонажей Marvel Comics, таких как Капитан Америка, Человек-паук и Халк. В игру вернулась большая часть бойцов Street Fighter из предыдущей части, исключениями являются лишь Кэмми и Чарли, на смену которым пришли Дан Хибики и Сакура Касугано. Чарли, тем не менее, присутствует в игре в качестве секретного персонажа по имени «Тень». В консольной и японской версиях для аркадных автоматов есть эксклюзивный герой по имени Норимаро, созданный японским комиком Норитакэ Шинаси и не относящийся ни к одной из франшиз. Помимо 17 основных героев в игре также есть 6 секретных персонажей, являющихся альтернативными скинами других персонаж.

## Разработка и выпуск
Как и X-Men vs. Street Fighter, изначально Marvel Super Heroes vs. Street Fighter разрабатывалась для аркадных автоматов CP System II. В 1997 году игра вышла в Японии и Северной Америке. 22 октября 1998 года она была портирована на Sega Saturn, эксклюзивно для Японии. Версия для Sega Saturn поддерживала периферийное устройство расширения оперативной памяти объемом 4 Мб, что позволило разработчикам сохранить первоначальную частоту кадров и механику командных боёв. В феврале 1999 года состоялось портирование игры на PlayStation. Командные бои были вырезаны из версии для PlayStation из-за ограниченной памяти консоли. В качестве компенсации разработчики добавили в неё несколько новых игровых режимов, таких как Hero Battle и Cross Over.
По словам бывшего комьюнити-менеджера Capcom USA и консультанта по файтингам Сета Киллиана, создатели Marvel Super Heroes vs. Street Fighter намеревались «уменьшить количество безумия» из X-Men vs. Street Fighter. Также разработчики стремились сбалансировать игровых персонажей, так как предыдущий проект серии игровые журналисты называли «сломанным»: у её персонажей было одно или несколько непрерывных комбо. Тем не менее, фанаты раскритиковали эти изменения, сочтя сиквел более ограниченным по сравнению с первой частью. В дальнейшем представители Capcom признали «безумную» составляющую  X-Men vs. Street Fighter как отличительную черту серии и воспроизвели её в последующих частях Marvel vs. Capcom.

## Восприятие и наследие
| Сводный рейтинг    | Сводный рейтинг | Сводный рейтинг |
| Издание            | Оценка          | Оценка          |
| Издание            | PS              | Saturn          |
| ------------------ | --------------- | --------------- |
| GameRankings       | 74,00 %         | 77 %            |
| Иноязычные издания |                 |                 |
| Издание            | Оценка          | Оценка          |
| Издание            | PS              | Saturn          |
| AllGame            | [ 20 ]          | N/A             |
| Game Informer      | 8/10            | N/A             |
| GamePro            | [ 22 ]          | N/A             |
| GameRevolution     | B−              | N/A             |
| GameSpot           | 5,7/10          | 7,3/10          |
| IGN                | 7,5/10          | N/A             |
| OPM                | [ 24 ]          | N/A             |

В выпуске от 1 сентября 1997 года Game Machine поместила Marvel Super Heroes vs. Street Fighter на третье место среди самых успешных аркадных игр месяца.
Версия Marvel Super Heroes vs. Street Fighter для Sega Saturn получила положительные оценки со стороны прессы, в то время как порт для PlayStation был удостоен «смешанных» отзывов согласно агрегатору рецензий GameRankings. Джефф Герстман из GameSpot назвал версию для Sega Saturn идеальным портом аркадной игры и похвалил игровой процесс, персонажей, графику и анимацию спрайтов. С другой стороны, рецензент раскритиковал игру как «практически точную копию» X-Men vs. Street Fighter. Несмотря на положительную оценку игрового процесса и персонажей, игровые журналисты критиковали версию для PlayStation: обозреватели GameSpot, IGN и Game Revolution сетовали на отсутствие механики командных боёв из аркадной версии. Рэнди Нельсон из IGN отметил, что отсутствие командных боёв нивелировало одну из особенностей бренда Capcom Vs., из-за чего игра «ничего из себя не представляет». Райану Макдональду из GameSpot не понравились плохая графика и ограниченное количество кадров. Рецензент Game Informer также указал на периодические зависания. В то же время игровые обозреватели отметили улучшенное качество портирования на PlayStation по сравнению с X-Men vs. Street Fighter.
В 1998 году в Японии и США вышло продолжение игры Marvel vs. Capcom: Clash of Super Heroes для аркадных автоматов. В нём появились персонажи из других игровых серий, таких как Darkstalkers и Mega Man. Хотя игровой процесс не претерпел изменений, из Clash of Super Heroes была вырезана механика Variable Assist. Игра была портирована на Dreamcast и PlayStation в 1999 и 2000 годах. В 2012 году состоялось портирование на PlayStation 3 и Xbox 360 в рамках сборника Marvel vs. Capcom Origins. В июне 2020 года Arcade1Up включила Marvel Super Heroes vs. Street Fighter в библиотеку аркадных игр, наряду с X-Men vs. Street Fighter и Marvel vs. Capcom: Clash of Super Heroes. В сентябре 2024 года Capcom издала сборник Marvel vs. Capcom Fighting Collection: Arcade Classics, в который также была добавлена Marvel Super Heroes vs. Street Fighter. В этой версии Кибер-Акума и Норимаро являются игровыми персонажами.